# PGC 65779
PGC 65779 ist ein verschmelzendes Galaxienpaar im Sternbild Delfin, das schätzungsweise 493 Millionen Lichtjahre von der Milchstraße entfernt ist. Die beiden Galaxien sind im Begriff zu verschmelzen und haben daher eine chaotische, gestörte Form. Die hellen Kerne der beiden Galaxien sind durch helle Ranken sternbildender Regionen verbunden, und die Spiralarme der unteren Galaxie sind durch die Gravitationsstörung der Galaxienverschmelzung aus der Form gebracht worden. 